# Pico系列
Pico系列為正太動畫的系列作，由NATURAL HIGH公司製作的世界第一個正太控成人動畫。

## 作品理念
本系列作為此種類型的首部作品，讓製作人員夠盡情加大整個動畫的尺度。一般而言，所謂的正太控，性質等同於男性少年間的同性愛，所以有時也會被冠上BL的名稱，因此這種作品通常都會被分類到腐女、腐男向之中。
作為首部正太動畫作品，由於作品本身的內容，雖然造成購買的年齡層受到限制，但卻讓工作人員能因此減少許多製作的時間。因此第一集的『我的Pico』，不僅能將裡面的少年主角設定上大量放入蘿莉的風格，也達成本作的賣點為「女裝正太設定」的主要理念。另一方面由於有BL的要素，所以也加入了Pico的朋友並在作品中擔任觀察者的青年角色阿保。
第一集推出後，評價褒貶不一；但如果單純計算銷售量的話，就能夠證明製作人援的理念毫無錯誤。另外在2006年9月30日舉辦的「正太之夜」活動中，參加的人數也比工作人員想像的還要熱烈。之後在Soft On Demand不僅奪下銷售第一的成績，就連在amazon.co.jp也拿下成人動畫片排行榜的第一名，另外發售日（2006年9月8日）當周也奪下成人部門的第一名，其作品之成功不難窺見。
打著「Pico系列」的招牌續作的第2集『Pico和Chico』也在2007年4月19日發售、但整體故事和第一集沒有直接關連、只有前作主角Pico登場並以他為中心發展故事。這也正式宣告要以Pico作為整個系列作的主角。
2007年6月1日公布開始製作第3集、並在2008年10月9日發售系列作第3集『Pico×CoCo×Chico』。其風格有別於前面兩集，不但舞台背景設定在都市之中，同時也大量增加了許多魔幻風格。
另外在2007年11月8日，發售一般向的「Pico～我的小小夏天故事～」，企圖擴大整個購買年齡層；內容雖然移除了性交的場面，但也保留了前戲的場景。

## 登場人物
Pico（ぴこ）
本系列作主角。12岁。有著一眼會讓人誤會是女孩子的外貌，頭髮為黃色，就連阿保當初見到他時也以為是女孩子。名字由來來自於幼小男子勃起時的形容語「ぴんこ勃起」（不過根據總製作人とっちん的表示，他們經常用「彥」這個男性名字稱呼他）。
經由在2007年5月5日「;第2回正太之夜」活動中粉絲們的投票結果，將Pico的生日定為9月7日、血型AB型。生日由來來自於「Pico系列」的第1作『我的Pico』的發售日。
Chico（ちこ）
在第2集動畫中登場的角色。也在本作衍生出的網路電台「;青空通信」中登場，並和Pico一起擔任主持人。
家裡有一棟別墅，在夏天時與擔任清潔工的大姐姐一起住在這間位於森林內的別墅避暑，設定上是企業家的孩子。
名字由來來自於男性器的幼兒語「ちんこ（小雞雞）」，另外也被聯想到可能與包莖所生出來的恥垢有關。
經由在2007年5月5日「;第2回正太之夜」活動中粉絲們投票的結果，將Chico的生日定為5月5日、血型B型。其生日這天不但是日本的兒童節，也是為了記念『我的Pico』的發售而舉辦的「第2回正太之夜」的召開日。
CoCo
第3集登場的角色。給人的印象是一頭飄逸的黑色長髮，比起Pico和Chico有著會更讓人覺得是女孩子的外表。
似乎住在都市（場景像是東京）地下鐵的廢棄房間內，不但喜歡扮女裝，還會突然出現或是突然消失，故其存在和來歷則是一個謎。
保
聲：平川大輔（一般向版）
第一集『我的Pico』的視點上的主角。22岁。本人是一名上班族，不過經常翹班跑到公園、咖啡店休息。被Pico給了一個「阿保」的稱號，作品中也都被這樣稱呼。
名字由來來自於男性器的俗稱「イチモツ（那話兒）」。動畫製作時這是一個臨時取的名字，不過由於Pico以外的人的名字都有著從性器官取名的背景，因此就這樣沿用了這個名字。
爺爺
常受到阿保光臨的咖啡店老闆。在第1集『我的Pico』中登場。是Pico的爺爺，將孫子Pico介紹給常客阿保。在劇中幾乎等同於龍套角色，即使是當初的劇本也沒有他的台詞。
大姐姐（安藤麻子）
第2集『Pico和Chico』中登場的角色，在Chico的別墅中擔任傭人的工作。與日本一般的女僕印象有別，有著更多母性的描寫。每天晚上都在自慰，Pico和Chico也會在二樓房間偷窺著她自慰時的模樣。
劇中原本沒有名字，但在網路電台「青空通信」第49集中以客串的身份登場後，正式被命名為「安藤麻子」。這個名字也來自於同個網路電台的粉絲投稿作品。由來與「Pico」「Chico」有相似之處，是來自於女陰的俗稱“まんこ”（小穴）。

## 海外發展過程
在第一集『我的Pico』發表後，很快就出現在YouTube上，瞬間還有加入英文字幕而流入海外的消息。正式發表後，還出現十萬次以上的非法下載，因此被工作人員看到本作有強大的需求市場，於是計畫製作外語版。並曾著眼於德國的市場。
會著眼於德國的原因在官網上至今還未說明，不過可能與以出版少年愛作品的德國老店PojkART有關，因此能推測在德國已經擁有能接受正太控的族群存在，然後到目前為止，本作仍未推出外語版本。
無論如何，不但有這個計畫，也因為「Pico系列」被說是尚未開拓的正太動畫的先鋒，於是在接受各方意見並獲得不錯反應後，工作人員也希望以這些回響，更積極發展後續的計畫。

## 得獎
- SOD大賞特別獎（製作人·金子政路）
- Galge.com期待度排名新聞部門第3名

## 影響
2010年一名西方的網友在觀看了Pico系列的三集動畫（他誤以為片名為Boku）後，對於情節感到異常震撼，將其感想口述成一網路影片。之後該影片被上傳至NICONICO上，引起了众多网友的关注，並使得片中的一些句子廣為流傳。其中「Yooooo」（吶喊聲）、「Don't watch an anime called Boku」（千萬別看一部叫Boku的影片）、「THREEEEEE」（三）等句子經常被拿來作為偽娘的代名詞。另外、因為在他的口述中也說到看完這部作品後「像是把靈魂賣給路西法」一樣，所以「把靈魂賣給路西法」這句話也成為看到、或者熱愛偽娘作品及愛上了偽娘的代名詞。

## 外部連結
- Pico WEB官方網站（日語）
- Pico和Chico的網路電台「青空通信」（日語）